# Cho Chan-ho
Đây là một tên người Triều Tiên, họ là Cho.
Cho Chan-ho (tiếng Hàn: 조찬호; sinh ngày 10 tháng 4 năm 1986) là một tiền vệ chạy cánh bóng đá Hàn Quốc thi đấu cho Seoul E-Land.

## Sự nghiệp quốc tế
Ngày 25 tháng 3 năm 2011, Cho ra mắt cho đội tuyển quốc gia trong trận giao hữu trước Honduras, vào sân từ phút thứ 87 thay cho Lee Yong-rae.